# Bryx analicarens
Bryx analicarens és una espècie de peix de la família dels singnàtids i de l'ordre dels singnatiformes.

## Morfologia
- Els mascles poden assolir 12,5 cm de longitud total.[1][2]

## Reproducció
És ovovivípar i el mascle transporta els ous en una bossa ventral, la qual es troba a sota de la cua.

## Hàbitat
És un peix marí de clima tropical que viu entre 0-45 m de fondària.

## Distribució geogràfica
Es troba des de l'Illa Hermits (Eritrea), Zanzíbar (Tanzània), les Seychelles i Kuwait fins a Abu Dhabi i el Golf d'Oman.